# Trivia arctica
Trivia arctica é uma espécie de molusco pertencente à família Triviidae.
A autoridade científica da espécie é Pulteney, tendo sido descrita no ano de 1799.
Trata-se de uma espécie presente no território português, incluindo a zona económica exclusiva.